# Bank99
Die bank99 AG ist ein österreichisches Bankunternehmen, das mit über 300 Mitarbeitern rund 300.000 Kunden österreichweit Online-Services und persönliche Betreuung anbietet. Die Österreichische Post, zu der diese Bank gehört, bietet ein österreichweites und flächendeckendes Filialnetzwerk und soll so die Verfügbarkeit von Finanzdienstleistungen sicherstellen.
Seit 1. April 2020 wird das Service an ca. 360 Standorten – den Postfilialen – angeboten. Im Mai 2020 wurden auch die Post Partner der Österreichischen Post als Vertriebskanäle eingebunden, womit die bank99 mit rund 1.700 Geschäftsstellen österreichweit aktiv ist. Das Unternehmen bezeichnet sich selbst als „Bank-Nahversorger“, das – unter anderem durch erweiterte Öffnungszeiten – regional und zeitlich Versorgungslücken in ländlichen Gebieten schließt.

## Geschichte
Die Österreichische Post AG bietet seit über 140 Jahren Bankdienstleistungen an, zu Beginn als Post- und Telegraphenverwaltung mit der Postsparkasse und zuletzt, bis zum 31. März 2020, mit der BAWAG P.S.K. als Kooperationspartner. Die BAWAG P.S.K. hat 2017, im Zuge des Börsengangs zur BAWAG Group AG, den Kooperations- und Filialvertrag mit der Österreichischen Post AG gekündigt.
Am 8. April 2019 kündigte die Post an, von der Grazer Wechselseitigen (GraWe) 80 % der Brüll Kallmus Bank zu erwerben. Diese Bank wurde in bank99 umbenannt und ist seit 1. April 2020 neuer Anbieter von Finanz- und Bankdienstleistungen in den Filialen und Post Partnern der Österreichischen Post. Nach einer Fusion der Capital Bank GRAWE Gruppe AG mit dem Bankhaus Schelhammer & Schattera Aktiengesellschaft, hält seit 2021 die Schelhammer Capital Bank AG einen Anteil von 10 % an der bank99.
Am 12. Juli 2021 kündigte die Post an, von der ING das österreichische Privatkundengeschäft zu erwerben. Die Übernahme erfolgte im Dezember 2021. Die bank99 übernahm über 100.000 Kunden, rund 230 Mitarbeiter und sämtliche Produkte der ING.

## Services
Zum Start werden Girokonten für Privatkunden angeboten sowie Kreditkarten und Dienstleistungen rund um den nationalen und internationalen Zahlungsverkehr. Sichere, internationale Geldüberweisungen werden in Kooperation mit Ria Money Transfer abgewickelt. Auf Basis der Nutzung aller Servicestellen der Österreichischen Post für den Vertrieb sieht sich das Unternehmen als Gegenpol zu Direktbanken. Das Angebot der bank99 wurde schrittweise ausgebaut. Mittlerweile sind neben Zahlungsverkehr, Bank- und Kreditkarten auch Kreditprodukte, Versicherungen und Veranlagungsprodukte im Portfolio enthalten.

## Anteilseigner
| Anteilseigner                           | Anteil |
| --------------------------------------- | ------ |
| Österreichische Post Aktiengesellschaft | 90%    |
| Schelhammer Capital Bank AG             | 10%    |